# Stéphanie Loire
 (mai 2017).
Stéphanie Loire, née le 13 octobre 1985 à Lyon, est une animatrice de radio et de télévision française.

## Biographie

### Formation
Originaire de Lyon d'un père franco-laotien, Stéphanie Loire suit des études de droit et de communication.

### 2005-2012: NRJ, Canal J, NRJ 12, NT1, NRJ Paris, Direct 8, France 3, Voyage
Elle fait ses débuts dans les médias sur la radio NRJ en 2005.
Puis, c'est la télévision qui lui ouvre ses portes en qualité de rédactrice en chef et d'animatrice d'émissions destinées à la jeunesse sur Canal J dans un premier temps et de chroniqueuse pour Tendances et Les nuits du Festival de Cannes sur NRJ 12 dans un second temps.
Par la suite, elle collabore avec la chaîne NT1 avant d'animer en direct les informations et actualités culturelles sur NRJ Paris.
Elle devient chroniqueuse sur Direct 8 dans le Web Show puis dans Tous les goûts sont dans la culture.
Elle anime le programme Ma vie est une aventure sur France 3 Limousin Poitou-Charentes ainsi que l'émission Prenez l'air et la série documentaire Un air de sur la chaîne de télévision  Voyage.

### 2012-2015: MCE, NRJ, D17
En 2012, pendant la campagne pour l'élection présidentielle on la retrouve aux commandes de l'émission Les politiques face aux jeunes sur MCE.
Stéphanie Loire rejoint l'équipe de Manu dans le 6/9 aux côtés de Manu Levy, pour participer à l'animation de la matinale sur NRJ, à partir du 27 août 2012.
Elle fait le choix de quitter cette antenne après une saison pour présenter SHOW ! Le matin qui succède au Morning Star pour le compte de la chaine D17 à partir du 2 septembre 2013 aux côtés des animateurs Cartman et Vincent Desagnat.
Elle a animé d'octobre à décembre 2014 la chronique « C'est tout nouveau » dans le magazine Le Grand 8 présenté par Laurence Ferrari sur D8 en remplacement de Caroline Ithurbide.
Du 29 décembre 2014 au 20 juin 2015, elle présente, en alternance avec Dorothée Kristy, en direct l'après midi l'émission de télé-tirelire Le Starmix sur D17, composée de clips et de jeu par téléphone pour les téléspectateurs.

### 2015-2018: Chérie FM, D8, D17, TF1, C8
Après deux années dans la matinale de D17, Stéphanie Loire retourne aux sources en co-présentant à partir de septembre 2015 la matinale de Chérie FM de 6 heures à 9 heures en compagnie de Vincent Cerutti. La coanimation de ce dernier cesse en juillet 2017.
Elle est chroniqueuse pendant l'été 2015 dans Touche pas à mon poste ! Même l'été sur D8.
Du 28 août au 23 octobre 2015, elle présente le Top Streaming sur D17.
En juillet 2016, Stéphanie Loire est chroniqueuse reporter dans l'émission 19h Live sur TF1 présentée par Nikos Aliagas. Le programme est arrêté onze jours plus tard en raison d'une audience insuffisante.
De septembre 2016 à juin 2017, elle est chroniqueuse dans l'émission Il en pense quoi Camille ? sur C8 animée par Camille Combal.
Du 2 au 30 juin 2017, elle remplace exceptionnellement Matthieu Delormeau à la présentation de Il en pense quoi Matthieu ? (remplaçant de Camille Combal le vendredi), et est entourée des chroniqueurs habituels. L'émission est renommée Elle en pense quoi Stéphanie ?,.
Depuis la rentrée 2017, elle anime la matinale de Chérie en compagnie de Jean-Philippe Doux, et fait partie des chroniqueuses de C'est que de la télé ! sur C8. Le 15 juin 2018, on apprend que Stéphanie Loire quitte Chérie, Christophe Nicolas récupérant la matinale à la rentrée.
Alors qu'au début de l'été, elle annonce vouloir continuer son rôle de chroniqueuse dans C'est que de la télé, elle quitte l'émission avant le début de sa deuxième saison,.

### Depuis 2018: RTL, Europe 1, Radio Scoop
En juillet et août 2018, elle présente RTL Petit Matin, tous les weekends sur RTL. Du 24 au 28 décembre 2018, elle présente la pré-matinale de la station rouge ainsi que deux émissions spéciale : une soirée musicale le 29 décembre et une soirée consacrée à 2019 le 31 décembre.
A l'été 2019, toujours sur RTL, elle présente Les petits matin de l'été de 5h00 à 6h30. À l'été 2020, elle présente Stop ou encore chaque weekend, mais également Un été en musique en alternance avec d'autres animateurs de la station.
Fin août 2021, elle succède à Émilie Mazoyer, à la présentation de Musique ! sur Europe 1, de 20h à 22h en attendant l'arrivée de Mouloud Achour et de son Verveine Underground, le 4 octobre 2021. Elle reste cependant joker de l'animateur avec Musique ! lors de ses absences,. En parallèle, depuis 2021, elle présente chaque vendredi dans Europe Matin ses coups de cœurs musicaux et dans Culture Médias elle présente ses indispensables.
En février 2022, Musique ! est programmée de façon hebdomadaire, tous les dimanches, de 16h00 à 17h00. À l'été 2022, son émission retrouve la case quotidienne de 20h00 à 22h00 et à la rentrée 2022, son programme musical est également diffusé le samedi après-midi, jusqu'en juillet 2023.
Depuis septembre 2023, elle présente l’interview du mercredi tous les mercredis à 19h sur Radio Scoop.

## Bilan médiatique

### Parcours en radio
- 2005 : débuts à la radio sur NRJ.
- 2012-2013 : coanimatrice de la matinale Manu dans le 6/9 avec Manu Levy sur NRJ.
- 2015-2018 : coanimatrice de la matinale Le Réveil Chérie avec Vincent Cerutti sur Chérie FM jusqu'en juillet 2017, puis animatrice avec Jean-Philippe Doux
- Été 2018, vacances de noël 2018, été 2019 : animatrice de la pré-matinale RTL Petit Matin sur RTL
- Eté 2020 : animatrice du Stop ou encore sur RTL
- 2021-2023 :  animatrice de Musique ! sur Europe 1
- 2023- : L’interview du mercredi sur Radio Scoop

### Parcours à la télévision
- 2012 : présentatrice de l'émission Les politiques face aux jeunes (MCE)
- Septembre 2013 - juin 2015 : présentatrice dans SHOW ! Le matin (7h - 9h) avec Cartman et Vincent Desagnat sur D17
- Été 2014 : présentatrice de 30 ans de fêtes sur D17
- 2014 : chroniqueuse remplaçante dans Le Grand 8 sur D8
- Décembre 2014 - juin 2015 : présentatrice de l'émission Le Starmix sur D17
- Été 2015 : chroniqueuse dans Touche pas à mon poste ! Même l'été sur D8
- septembre 2015 - octobre 2015 : présentatrice du Top Streaming sur D17
- Été 2016 : chroniqueuse reporter dans 19h Live sur TF1
- septembre 2016 - juin 2017 : chroniqueuse dans Il en pense quoi Camille ? sur C8
- Juin 2017 : présentatrice de Elle en pense quoi Stéphanie ? sur C8
- septembre 2017 - juin 2018 : chroniqueuse dans C'est que de la télé ! sur C8
- Depuis 2017 : Tout le monde a son mot à dire sur France 2
- 2020 : chroniqueuse remplaçante dans C à vous sur France 5